# B.Hosur, Mandya
B.Hosur là một làng thuộc tehsil Mandya, huyện Mandya, bang Karnataka, Ấn Độ.